# Praha-Konvářka (železniční zastávka)
Praha-Konvářka je zrušená železniční zastávka na železniční trati Praha-Smíchov – Hostivice. Nacházela se na Dívčích Hradech mezi zastávkou na Žvahově a nádražím Jinonice. Otevřena byla roku 1928, k ukončení provozu došlo roku 1989. Je zakreslena v návrhu Metropolitního plánu zveřejněném v dubnu 2018.